# سلیم طوق‌دار
سلیم طوق‌دار (نام علمی: Charadrius collaris) نام یک گونه از سرده سلیم‌های طوق‌دار است.